# Убраду, Фернан
Фернан Убраду (фр. Fernand Oubradous; 12 февраля 1903, Париж — 6 января 1986, там же) — французский фаготист и дирижёр.
Частным образом учился композиции у Андре Блоха. В 1928—1953 гг. солист Парижской оперы. В 1938 и 1939 гг. удостоен премии Grand Prix du Disque за записи концертов Карла Марии фон Вебера и Вольфганга Амадея Моцарта, записал также как фаготист камерные сочинения Йозефа Гайдна, Людвига ван Бетховена, Михаила Глинки, Жоржа Орика и др. (среди партнёров Убраду были, в частности, Марсель Муаз, Морис Вьё, Андре Наварра). В 1944—1979 гг. руководил собственным камерным оркестром, в 1944—1969 гг. вёл класс камерного ансамбля в Парижской консерватории. С 1959 г. и до своей смерти руководил Летней международной музыкальной академией в Ницце. Автор ряда переложений для своего инструмента.